# 강동 6주

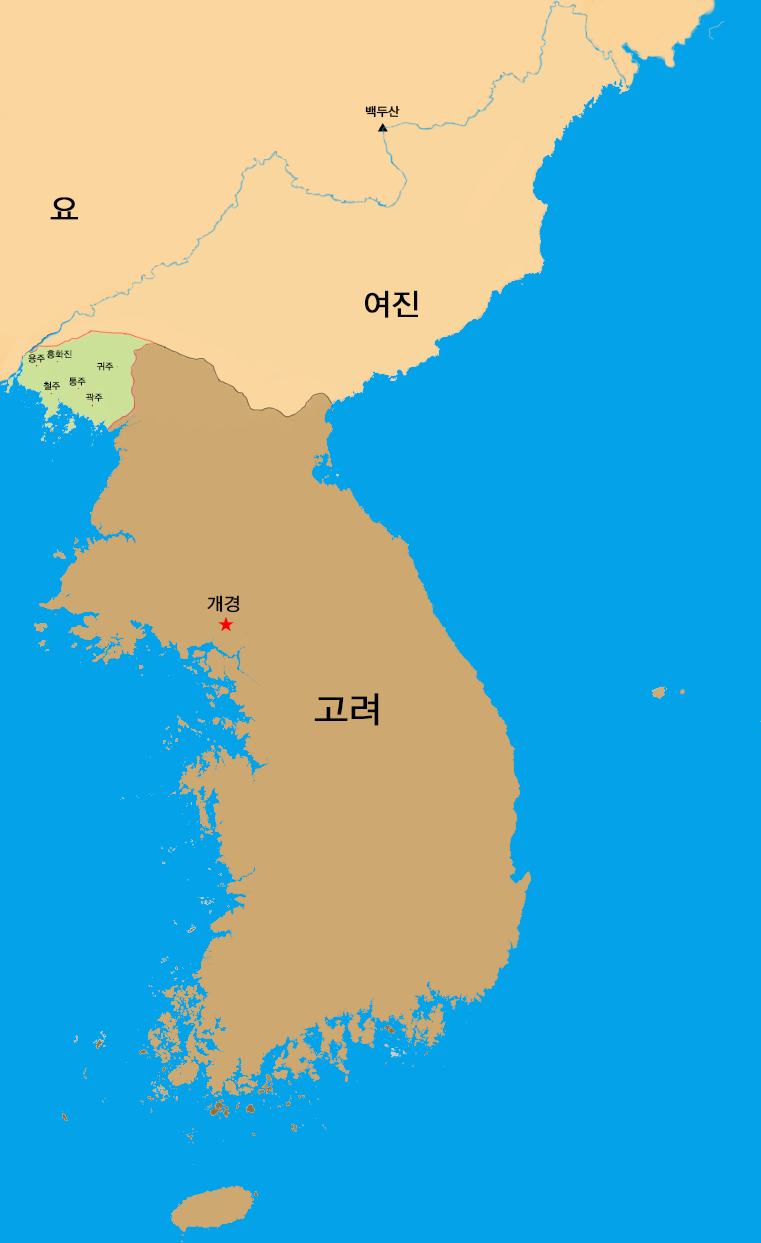
강동 6주 (연두색)

강동 6주(江東六州)는 압록강 동쪽의 6개 주라는 뜻으로, 993년(고려 성종 12년) 요나라(거란)의 제1차 침입 때 서희가 요나라 장수 소손녕과 담판하여 영토권을 확립한 고려 서북면 압록강과 청천강 사이의 영토이다.
담판 당시에는 "안북부로부터 압록강 동쪽까지 총 280리(從安北府 至鴨江東 計二百八十里)"라고 특정되었고, 나중에 이곳에 성을 쌓아 강동 6주라 불렀으니 흥화진(백마산성), 용주(용천), 철주(철산), 통주(선천), 곽주(곽산), 귀주(구성)의 여섯 곳이다.

## 개설
고려는 요나라의 1차 침입 때 서희의 외교담판으로, 요나라와 통교하는 조건으로 강동 6주의 주권을 인정받는 화약을 체결하였다.
한반도에서 중원으로 통하는 육로에 위치한 강동 6주는 군사상·교통상의 요지였으나, 고려 건국 이후 줄곧 생여진이 차지하여 고려의 북방 진출에 장애가 되었다. 고려는 서희의 담판 이듬해인 994년(성종 13년)에 대령강과 압록강 사이에서 여진족을 몰아내거나 포섭하여 이 지역을 점령하였다. 강동 6주는 압록강 동쪽 280여 리, 곧 흥화진(백마산성), 용주(용천), 철주(철산), 통주(선천), 곽주(곽산), 귀주(구성)에 이르며, 이 땅의 북쪽 국경을 따라 쌓은 성들이 고려의 천리장성이다.
고려는 압록강 동쪽을 차지한 뒤 994년 장흥진(長興鎭, 태천), 귀화진(歸化鎭, 천마 추정), 귀주, 곽주에 성을 쌓았고, 995년 다시 안의진(安義鎭, 정주시 신봉리), 흥화진에, 996년에는 선주(宣州, 선천)·맹주(孟州, 맹산)에 성을 쌓았다.
이후 고려가 송나라와 친선 관계를 이어가며 요나라와 교류하지 않자 요나라는 불만을 가졌다. 이에 요나라는 강조의 정변을 구실로 강동 6주를 내놓을 것을 요구하며 1010년에 요 성종이 직접 40만 대군을 이끌고 다시 침입하였다. 이때 요나라 군대의 뒤에서 양규가 선전하자 퇴로가 끊길 수도 있음을 염려한 요나라 군대는 고려와 강화하고 퇴각하였다. 이를 제2차 고려-거란 전쟁이라 한다.

## 담판의 의의
서희의 담판은 오로지 서희의 공으로만 이루어진 일이 아니었다. 안융진 전투(安戎鎭, 청남군 신리)에서 중랑장 대도수와 낭장 유방이 소손녕의 요나라 군대와 맞서 싸워 이겼기 때문에 소손녕이 담판에 응하였다.
담판의 내용도 고려에 일방적으로 유리한 것은 아니었다. 요나라는 고려에 자신들의 정삭(正朔)을 받아들이도록 요구하였고, 대신 압록강 이동(以東) 280리의 땅(즉 강동 6주)에 대한 고려의 주권을 인정하였다. '고려가 요나라의 정삭을 받아들인다'는 것은 고려가 요나라에 사대하여 그 연호를 쓴다는 중요한 의미가 있었다. 또한 요나라는 압록강 동쪽에 대한 고려의 주권을 인정한 것이지 고려에 땅을 내준 게 아니었다. 당시 강동 6주 지역은 요나라의 땅이 아니라 생여진이 차지하고 있었기 때문이다.
그러나 서희의 담판은 당대에는 동아시아 최강국인 요나라를 최종적으로 외교 담판을 통해 물리쳤다는 점에서 뿐만 아니라, 이후 조선을 거쳐 현대에 이르기까지는 중국 및 만주와의 경계를 압록강으로 확립하는 근거를 만들어 국경의 안정을 가져왔다는 점에서 그 의의가 매우 크다.

## 강동 6주의 수복 이후
이후 고려와 요나라는 압록강을 경계로 국경을 접하게 되었다. 고려는 압록강 동쪽의 영토권을 인정 받고 사대를 조건으로 화친을 맺었다. 아울러 고려에서는 요나라와 여진족의 침입을 막으려고 흥화진 서쪽의 압록강 인근인 인주(麟州, 현 신의주시)로부터 동해안의 도련포에 이르는 국경을 따라 천리장성을 쌓았다. 보주(의주)를 제외하고는 사실상 고려 북진정책의 마지막이라고 할 수 있으며, 북진 전진 기지인 서경의 입지는 크게 약화되어 훗날 묘청의 난과 고구려 부흥운동의 원인으로 작용하였다.

### 보주의 수복
요나라는 991년에 압록강의 검동도(黔同島)에 내원성(來遠城)을 쌓고 1014년에는 내원성의 압록강 동쪽 맞은 편인 보주(保州, 의주)에 부교를 설치하고 성을 쌓아, 고려를 침공하고 통제할 군사적 요충지로 삼았다. 고려는 여러 차례 보주성의 군사시설을 철거하고 그 땅을 반환할 것을 요구했지만, 요나라는 이를 거부하였다. 금나라가 건국된 이듬해인 1116년에 고려는 완안아골타에게 보주를 요구하였고, 금나라는 고려 스스로 탈환할 것을 용인하였다. 같은 해 금나라가 내원성을 공격하여 거란군의 식량이 고갈되었고, 1117년 3월에 거란군이 성을 비우고 도망치자 고려는 보주와 내원성을 귀순시키고 의주(현 의주군 의주읍)로 이름을 고쳤다. 금나라는 1126년(고려 인종 4년)에 고려가 사대의 예를 취하여 사신을 보내자 고려에 보주의 주권을 인정하였다. 다만 보주 주민에 관한 양측의 협상은 이후에도 1130년까지 이어졌다.

## 같이 보기
- 서희
- 동북 9성
- 고려-요 전쟁
- 사군
- 육진
- 백두산정계비
- 조중변계조약